# Fosse axillaire
 (avril 2017).
Si vous disposez d'ouvrages ou d'articles de référence ou si vous connaissez des sites web de qualité traitant du thème abordé ici, merci de compléter l'article en donnant les références utiles à sa vérifiabilité et en les liant à la section « Notes et références ».
La fosse axillaire est une région de l'aisselle formant une pyramide quadrangulaire à la jonction du bras et du thorax. Elle est située sous l'articulation gléno-humérale et au dessus du fascia axillaire.
C'est la région de passage des structures vasculo-nerveuses du cou et du thorax vers le membre supérieur.

## Description
La fosse axillaire a la forme d'une pyramide quadrangulaire tronquée orientée en haut et en dedans.

### Base
La base de la fosse axillaire est formée par la peau de l'aisselle et le fascia axillaire. Elle s'étend entre le bras en dehors et la paroi thoracique au niveau de la quatrième côte en dedans. Les plis axillaires antérieur et postérieur forment les limites ventrale et dorsale .

### Sommet
Le sommet de la fosse axillaire forme le défilé costoclaviculaire limité par en haut la face inférieure de la clavicule et le muscle subclavier, en bas par la face supérieure de la première côte et en arrière par le muscle scalène antérieur.
Ce défilé communique en haut avec le défilé interscalénique et en bas avec le défilé coracopectoral.
Il livre passage au plexus brachial, à l'artère et à la veine sous-clavière.

### Paroi antérieure
La paroi antérieure de la fosse axillaire est constituée en profondeur par le muscle petit pectoral et le fascia clavi-pectoral et superficiellement par le muscle grand pectoral et le fascia pectoral formant avec la peau le pli axillaire antérieur.

### Paroi postérieure
La paroi postérieure de la fosse axillaire est constituée par la scapula, recouverte sur sa face antérieure par les muscles subscapulaire, grand rond et grand dorsal. La partie la plus inférieure de la paroi postérieure constitue le pli axillaire postérieur.

### Paroi médiale
La paroi médiale de la fosse axillaire est formée par la paroi thoracique de la première à la quatrième côte et les muscles intercostaux, recouverte par le muscle dentelé antérieur.

### Paroi latérale
La paroi latérale de la fosse axillaire correspond au plan ostéo-articulaire médial de l'articulation gléno-humérale constitué du col chirurgical de l'humérus, de la tête humérale, du processus coracoïde et des ligaments de l'articulation, ainsi que le plan musculaire constitué du muscle coracobrachial et le chef court du biceps brachial .

## Contenu
La fosse axillaire est la zone de passage des éléments vasculaires, nerveux et lymphatiques du thorax et du cou vers le bras.

### Éléments vasculaires
La fosse axillaire contient l'artère axillaire et ses collatérales :
- l'artère thoracique supérieure,
- l'artère thoraco-acromiale,
- l'artère thoracique latérale,
- l'artère subscapulaire,
- les origines des artères circonflexes antérieure et postérieure de l'humérus.

Elle contient également la veine axillaire située au flanc interne de l'artère et formée par la confluence des veines brachiales et basiliques.

### Éléments nerveux
En dehors de l'artère axillaire se trouve le plexus brachial et ses branches.

### Éléments lymphatiques
La fosse axillaire contient l'ensemble des nœuds lymphatiques axillaires qui draine le membre supérieur et la demi-paroi homolatérale thoracique et abdominale.